# Parafia św. Andrzeja w St. Petersburgu
Parafia św. Andrzeja – prawosławna parafia w St. Petersburgu, w eparchii wschodnioamerykańskiej i nowojorskiej Rosyjskiego Kościoła Prawosławnego poza granicami Rosji.
W latach 2008–2010 była wznoszona obecnie istniejąca cerkiew parafialna, poświęcona 31 sierpnia 2010 przez zwierzchnika Kościoła metropolitę Hilariona (Kaprala).